# Fermio
El fermio es un elemento químico radiactivo creado artificialmente cuyo número atómico es 100 y de peso atómico 257,10, de símbolo Fm. Existen 16 isótopos conocidos siendo el 257Fm el más estable con un periodo de semidesintegración de 100,5 días. El fermio es uno de los elementos transuránicos del grupo de los actínidos del sistema periódico. El elemento fue aislado en 1952, a partir de los restos de una explosión de bomba de hidrógeno, por el químico estadounidense Albert Ghiorso y sus compañeros. Más tarde el fermio fue preparado sintéticamente en un reactor nuclear bombardeando plutonio con neutrones, y en un ciclotrón bombardeando uranio 238 con iones de nitrógeno. Se han obtenido isótopos con números másicos desde 242 a 259; el fermio 257, que es el que tiene una vida más larga, tiene una vida media de 80 días. Al elemento se le dio el nombre de fermio en 1955, en honor al físico nuclear estadounidense de origen italiano Enrico Fermi. El fermio no tiene aplicaciones industriales.

## Descubrimiento

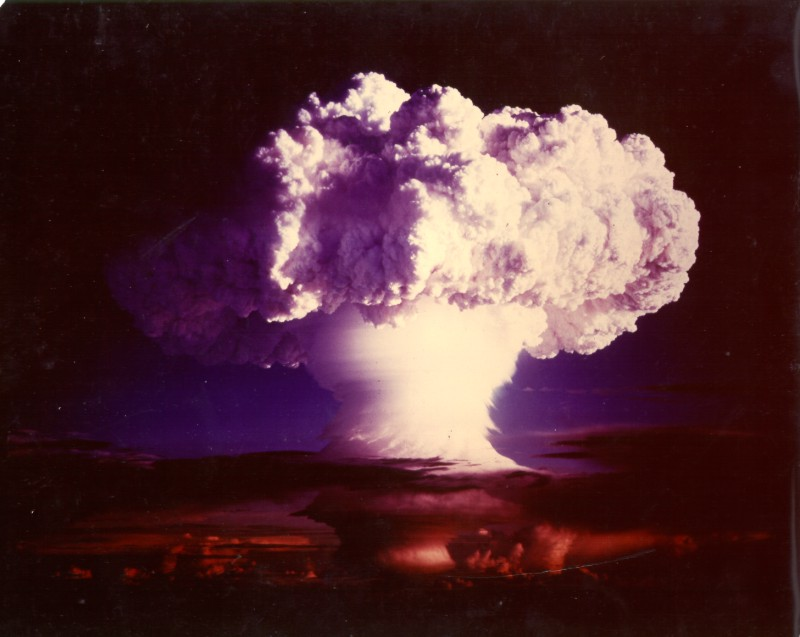
El Fermio fue observado por primera vez en los productos de deposición del ensayo nuclear Ivy Mike.

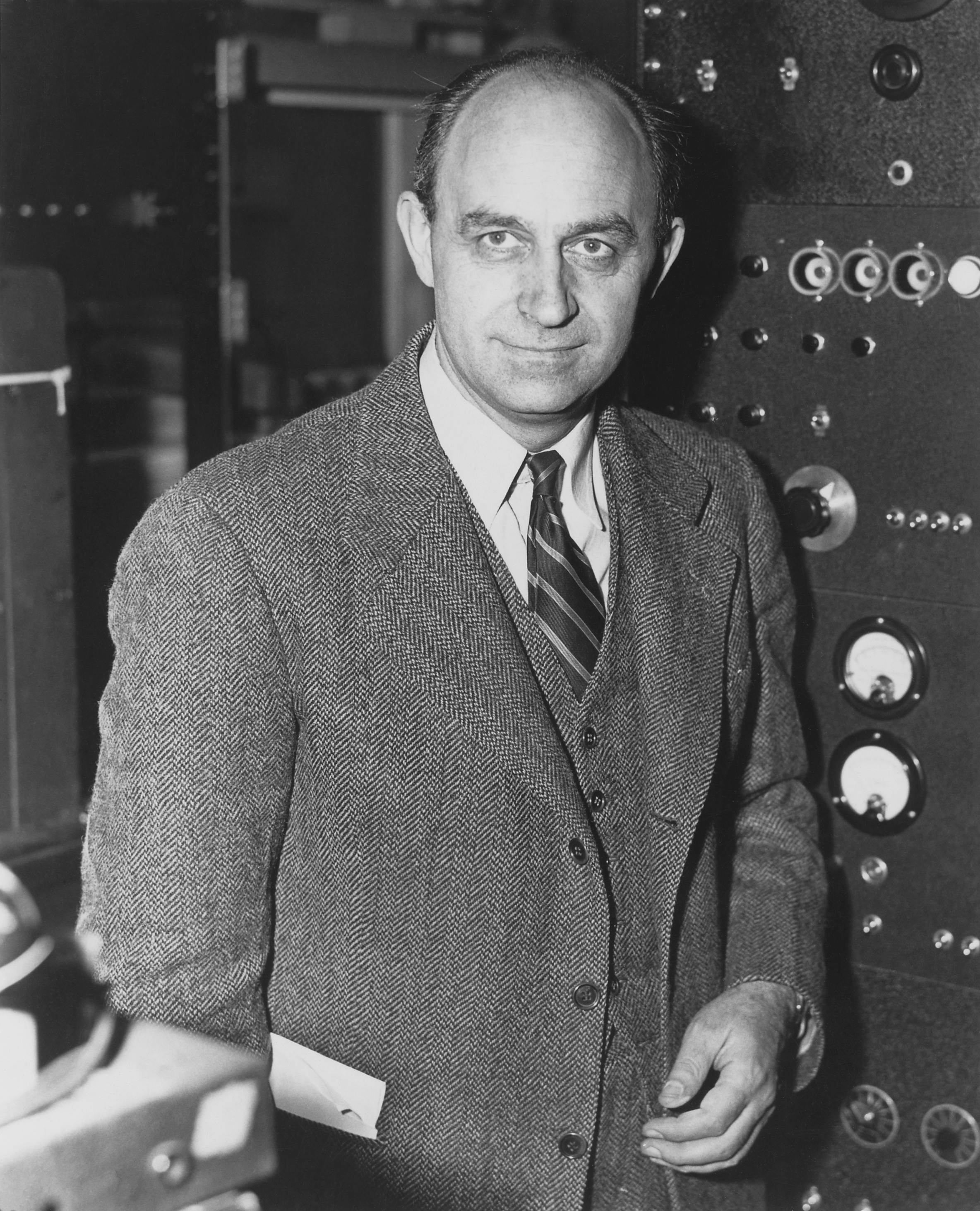
El nombre del elemento hace mención a Enrico Fermi.

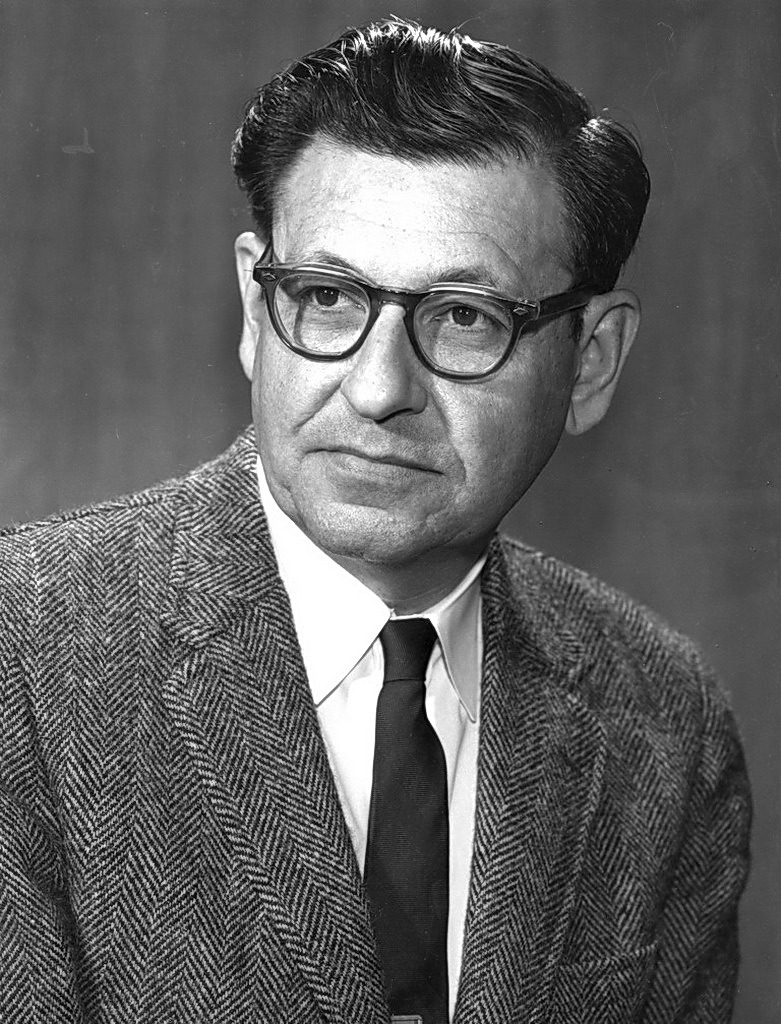
El elemento fue descubierto por un equipo liderado por Albert Ghiorso.

El Fermio fue descubierto en los productos precipitados a tierra del ensayo nuclear 'Ivy Mike'  (1 de noviembre de 1952), el primer ensayo exitoso de la bomba de hidrógeno. Los exámenes iniciales de los residuos de la explosión habían mostrado la producción de un isótopo nuevo del plutonio, Pu, Z=94, A=244: el mismo solo se podía formar mediante la absorción de seis neutrones por un núcleo de uranio-238 seguido de dos decaimientos β. En esa época, se creía que la absorción de neutrones por un núcleo pesado era un proceso infrecuente y raro, pero la identificación de Pu-244  planteó la posibilidad de que los núcleos de uranio absorbieran aún más neutrones, dando lugar a nuevos elementos.
El elemento 99 (einsteinio) se descubrió rápidamente en papeles de filtro que habían sido volados a través de la nube de la explosión (la misma técnica de muestreo que se había utilizado para descubrir el Pu-244). Luego fue identificado en diciembre de 1952 por Albert Ghiorso y sus colaboradores de la Universidad de California en Berkeley. Ellos descubrieron el isótopo 253Es (vida media 20.5 días) que se formó por la captura de 15 neutrones por el núcleo de uranio-238, que luego tuvo siete decaimientos beta sucesivos:

| {\displaystyle {\ce {^{238}_{92}U ->[+ 15 {\ce {n}}][7 \beta^-] ^{253}_{99}Es}}} | \| \| \| \| \| \| \| \| | (1) |
|                                                                                  |                         |     |
|                                                                                  |                         |     |

Sin embargo algunos átomos de 238U,pudieron capturar una cantidad distinta de neutrones (más probablemente, 16 o 17).
El descubrimiento del fermio (Z = 100) requería de más material, dado que se esperaba que el rendimiento fuera al menos un orden de magnitud inferior al del elemento 99, el coral contaminado del atolón de Enewetak (donde se realizó la prueba) fue enviado al Laboratorio de Radiación de la Universidad de California en Berkeley, California, para su procesamiento y análisis. Unos dos meses después del ensayo, se aisló un nuevo elemento que emitía partículas α  de alta energía (7.1 MeV) con una vida media de alrededor de 1 día. With such a short half-life, it could only arise from the β− decay of an isotope of einsteinio, y por lo tanto debía ser un isótopo del nuevo elemento  100: rápidamente se lo identificó como 255Fm (t = 20.07(7) horas).
El descubrimiento de los nuevos elementos, así como los nuevos datos sobre la captura de neutrones, se mantuvo inicialmente en secreto por orden del ejército estadounidense hasta 1955 debido a las tensiones de la Guerra Fría. Sin embargo, el equipo de Berkeley consiguió preparar los elementos 99 y 100 por medios civiles, mediante el bombardeo de neutrones de plutonio-239, y publicó este trabajo en 1954 con la advertencia de que no eran los primeros estudios que se habían realizado sobre los elementos. En 1955 se desclasificaron y publicaron los estudios de "Ivy Mike".
Al equipo de Berkeley le preocupaba que otro grupo pudiera descubrir isótopos más ligeros del elemento 100 mediante técnicas de bombardeo de iones antes de que pudieran publicar su investigación clasificada, y ello fue lo que sucedió. Un grupo del Instituto Nobel de Física de Estocolmo descubrió de forma independiente el elemento, produciendo un isótopo que posteriormente se confirmó que era 250Fm (t1/2 = 30 minutos) bombardeando un blanco de átomos de U-238 con iones de oxígeno-16, y publicaron su trabajo en mayo de 1954. Sin embargo, la prioridad del equipo de Berkeley fue generalmente reconocida, y con ella la prerrogativa de nombrar el nuevo elemento en honor del recientemente fallecido Enrico Fermi, el desarrollador del primer reactor nuclear artificial autosuficiente.

## Características
El fermio no se encuentra en la naturaleza; su descubrimiento y producción se alcanza por transmutación artificial de elementos más ligeros. Se han descubierto los isótopos radiactivos de número de masa 244-259. La masa total del fermio que ha sido sintetizado es mucho menor de una millonésima de gramo.
La fisión espontánea es el modo principal de decaimiento para 244Fm, 256Fm y 258Fm. El isótopo con vida más larga es 257Fm, el cual tiene una vida media de unos 100 días. El fermio -258 decae por fisión espontánea y tiene una vida media de 0.38 milisegundos. Esto sugiere la existencia de una anormalidad en este punto en la tabla periódica.

## Producción

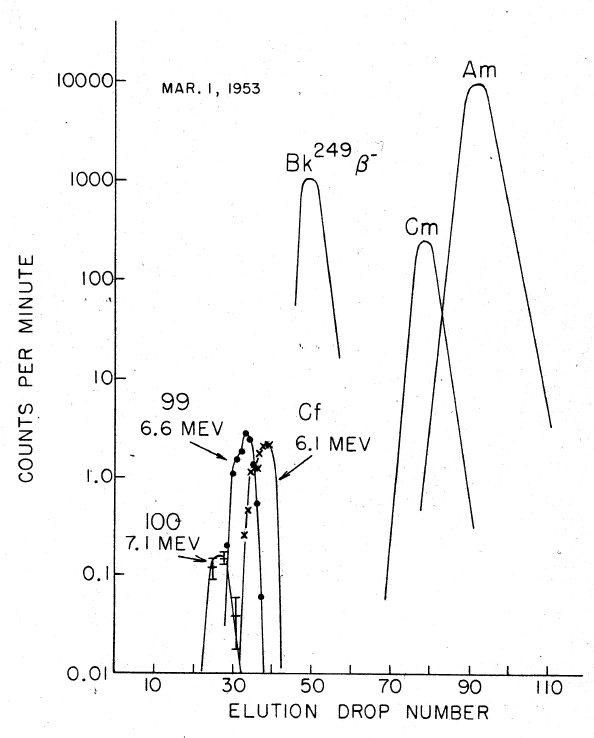
Elución: separación cromatográfica de Fm(100), Es(99), Cf, Bk, Cm y Am

El fermio se produce mediante el bombardeo de actínidos más ligeros con neutrones en un reactor nuclear. El fermio-257 es el isótopo más pesado que se obtiene mediante la captura de neutrones, y solo puede producirse en cantidades de picogramos. La principal fuente es el High Flux Isotope Reactor  de 85 MW (HFIR) en el Oak Ridge National Laboratory en Tennessee, Estados Unidos, el cual se dedica a la producción de elementos  transcurio (Z > 96). Los isótopos de fermio de menor masa están disponibles en mayores cantidades, aunque estos isótopos (254Fm y 255Fm) comparativamente tienen vidas cortas. En una "campaña de procesamiento típica" en Oak Ridge, se irradian decenas de gramos de curio para producir decigramos de californio, miligramos de berkelio y einsteinio, y picogramos de fermio. However, nanogram Se preparan cantidades de fermio para experimentos específicos. Las cantidades de fermio que se producen en explosiones termonucleares de 20–200 kilotones se cree es del orden de miligramos, aunque se encuentra mezclado con gran cantidad de residuos; 4.0 picogramos de 257Fm fueron recuperados de 10 kg de residuos del ensayo "Hutch" (16 de julio de 1969). El experimento Hutch produjo un estimado total de 250 microgramos de 257Fm.
Luego de producido, el fermio debe ser separado de los otros actínidos y de los productos de fisión lantánidos. Normalmente eso se realiza mediante cromatografía con intercambio de iones, donde el proceso estándar utiliza un intercambiador de cationes como ser Dowex 50 o TEVA elucido con una solución de α-hidroxisobutirato de amonio. Cationes más pequeños forman complejos más estables con el anión α-hidroxisobutirato, y son elucidos con preferencia por la columna. Un método rápido de cristalización fraccionaria ha sido descripto.
Si bien el isótopo más estable del fermio es 257Fm, con una vida media de 100.5 días, la mayoría de los estudios se realizan con 255Fm (t1/2 = 20.07(7) horas), dado que este isótopo puede aislarse con facilidad según se necesita ya que el producto de decaimiento de 255Es (t1/2 = 39.8(12) días).

## Química

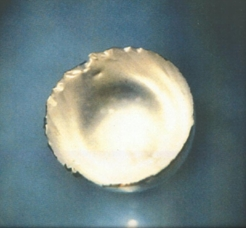
Una aleación de fermio-iterbio utilizada para medir la entalpía de vaporización del fermio metálico

La química del fermio solo ha sido estudiada en solución usando técnicas para cantidades minúsculas, y no se han preparado compuestos sólidos. Bajo condiciones normales, el fermio existe en solución como ion Fm3+, el cual tiene un número de hidratación de 16.9 y una constante de disociación ácida de 1.6×10−4 (pKa = 3.8). El Fm3+ forma complejos con una amplia variedad de ligantes con átomos donores fuertes  tales como el oxígeno, y estos complejos por lo general son más estables que aquellos de los actínidos precedentes. También forma complejos aniónicos con ligantes tales como  cloruro o nitrato y, nuevamente, esos complejos parecen ser más estables que aquellos formados con el einsteinio o californio. Se cree que la ligadura en los complejos de los últimos actínidos es principalmente de carácter iónico: el ion Fm3+ se cree es menor que los iones  An3+ precedentes a causa de la mayor carga nuclear efectiva del fermio y por lo tanto el fermio se esperaría que forme ligaduras metálicas más cortas y fuertes.
El fermio(III) se puede reducir con facilidad a fermio(II), por ejemplo con cloruro de samario(II), con el cual el fermio(II) coprecipita. En el precipitado, se produce el compuesto  cloruro de fermio(II) (FmCl2), si bien no ha sido purificado ni se lo ha estudiado de manera aislada. El potencial de electrodo ha sido estimado es similar al del par iterbio(III)/(II), o unos −1.15 V con respecto al electrodo estándar de hidrógeno, un valor en coincidencia con los cálculos teóricos. El par Fm2+/Fm0 posee un electrode potential of −2.37(10) V basado en mediciones polarográficas.